# 10030 Philkeenan
10030 Philkeenan è un asteroide della fascia principale. Scoperto nel 1981, presenta un'orbita caratterizzata da un semiasse maggiore pari a 3,0703025 UA e da un'eccentricità di 0,1797064, inclinata di 1,17047° rispetto all'eclittica.
L'asteroide è dedicato all'astronomo statunitense Philip Keenan.